# Straniero Fantasma
Lo Straniero Fantasma (Phantom Stranger) è un personaggio dei fumetti dalle origini paranormali imprecisate che combatte contro le forze misteriose e dell'occulto in varie pubblicazioni edite dalla DC Comics, e talvolta dalla sua etichetta Vertigo.

## Storia editoriale
Lo Straniero Fantasma è apparso per la prima volta all'interno della sua serie omonima, uscita in agosto/settembre del 1952, e creata da John Broome e Carmine Infantino: questa è durata sei numeri. Dopo un'apparizione in Showcase n. 80 (febbraio 1969), è diventato il protagonista di un'altra serie nel maggio-giugno del 1969 che è durata fino a febbraio-marzo del 1976. I primi tre numeri erano composti da ristampe con nuove storie brevi, ma sono diventate storie nuove a partire dal quarto numero, prodotto da Len Wein, Jim Aparo, Neal Adams, Tony Dezuñiga e altri.
In queste storie, mentre il passato dello Straniero è rimasto un mistero, gli scrittori aggiunsero un cast di personaggi semi-regolare che lo affiancasse: una veggente cieca di nome Cassandra Craft che lo assiste (apparsa per la prima volta nel n. 17), un alchimista/stregone di nome Tannarak (apparso per la prima volta nel n. 10) che prima è stato un suo nemico e poi l'ha aiutato contro il Dark Circle (apparso per la prima volta nel n. 20), e una maga demoniaca di nome Tala che diventerà il suo nemico principale (apparsa per la prima volta sul n. 4). Le storie fanno allusioni a un'attrazione romantica tra lo Straniero e Craft, ma alla fine lui la lascia, decidendo che lei non può essere parte della sua vita. Doctor Thirteen è apparso nei primi numeri, di solito come nemico dello Straniero, credendo quest'ultimo un truffatore.
Comunque, lo Straniero Fantasma è meglio noto per il suo ruolo di assistente soprannaturale per gli altri eroi, come ad esempio la Justice League. La League gli ha offerto di diventare membro, sebbene egli abbia inizialmente declinato prima di accettare. Ciò rende poco chiara la data reale della sua ammissione. Non era, come è stato riportato in alcune relazioni, un semplice membro onorario. Ha rivendicato per due volte il suo status di membro quando gli altri componenti della League contestavano il suo contributo, in particolar modo durante il voto sulla riammissione alla League di Wonder Woman. Lei ha poi confermato il suo status di membro più avanti, in una successiva avventura della League. Lo Straniero Fantasma ha inoltre sostenuto la sua qualifica di membro nella mini-serie Vendicatori/JLA quando la League dubitò che fosse lì per aiutarli.
Lo Straniero è stato protagonista anche in una miniserie del 1987. Questa serie lo raffigurava come un agente dei Signori dell'Ordine. Per aver rifiutato di aiutarli nella loro guerra contro i Signori del Caos, essi lo privarono temporaneamente dei suoi poteri. In questa serie appare anche Eclipso nelle vesti di agente del Caos. A ogni modo da allora nessun'altra storia ha fornito le fonti per questi eventi, e potrebbero non essere più in continuity a causa delle alterazioni della realtà avvenute durante Ora zero e Crisi infinita.

## Poteri e abilità
I poteri dello Straniero Fantasma sono illimitati, è un essere onnipotente, onnipresente e onnisciente. Ciò fa intendere quindi che sia anche più potente degli Eterni. In particolare di Morte.
Spesso gli viene proibito di interferire in una situazione (presumibilmente dall'essere più potente dell'universo DC: Presenza)